# Štadión Pomlé
Štadión Pomlé – stadion sportowy w Šamorínie, na Słowacji. Może pomieścić 1950 widzów. Swoje spotkania rozgrywają na nim piłkarze zespołu FC ŠTK 1914 Šamorín. Obiekt powstał w latach 60. XX wieku, w sąsiedztwie poprzedniego boiska klubu otwartego w roku 1931.